# Presencia militar italiana en Mallorca

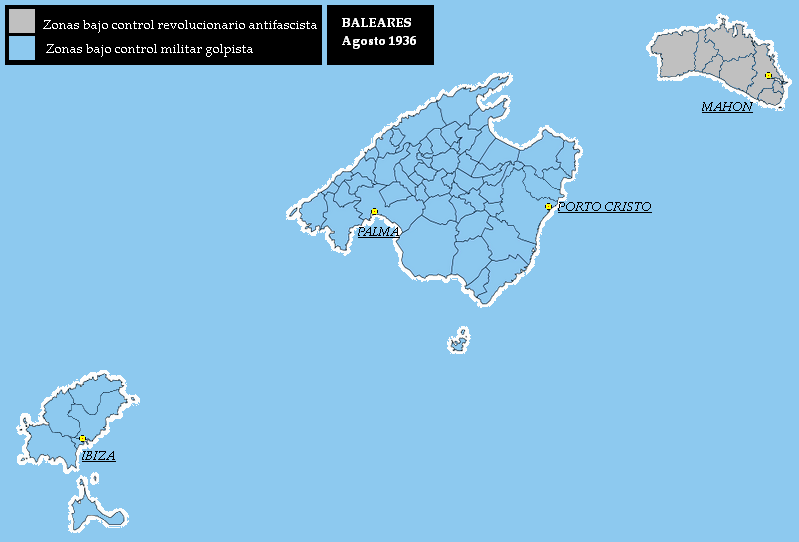
Situación de las Islas Baleares durante la Guerra civil española.

La presencia militar italiana en Mallorca duró durante casi toda la Guerra Civil Española. Poco después del estallido de la contienda, el líder fascista italiano Benito Mussolini decidió intervenir en la guerra española para ayudar a las fuerzas sublevadas, primero enviando armamento y equipo militar, y posteriormente con una intervención militar en toda regla. El archipiélago de las Islas Baleares, situado a medio camino entre Italia y España, constituía una posición militar de gran valor estratégico. Tras la intervención italiana, desde agosto-septiembre 1936 las fuerzas italianas dominaron Mallorca, e incluso llegaron a emplazar bases militares en la isla, con la Regia Aeronautica operando desde los aeródromos Son San Juan, Son Bonet y Alcudia, mientras los buques de guerra de la Regia Marina utilizaban abiertamente el puerto de Mallorca como una base naval.
A pesar de que no se trató una ocupación militar de iure, las banderas italianas llegaron a ondear sobre la isla.

## Historia
Poco después del estallido de la Guerra Civil Española, los sublevados enviaron solicitudes de ayuda militar a la Italia Fascista. Antes de la guerra, Mussolini ya había mantenido contactos con algunos políticos derechistas como Antonio Goicoechea y ofrecido ayuda financiera a las conspiraciones contra la Segunda República. Mussolini aceptó la petición y envió una docena de aviones al Marruecos español. Pero los intereses del gobierno de Roma iban más allá. Italia intervino en la contienda española con la intención de anexionarse las Islas Baleares y el enclave norteafricano de Ceuta, y también con la idea de crear un estado cliente en España. Italia buscaba la adquisición de las islas Baleares porque, debido a su posición estratégica, podría utilizar el archipiélago como base desde la que interrumpir las líneas de comunicación entre Francia y sus colonias del norte de África, así como la ruta británica de suministros entre Gibraltar y Malta.

### Llegada de Bonaccorsi

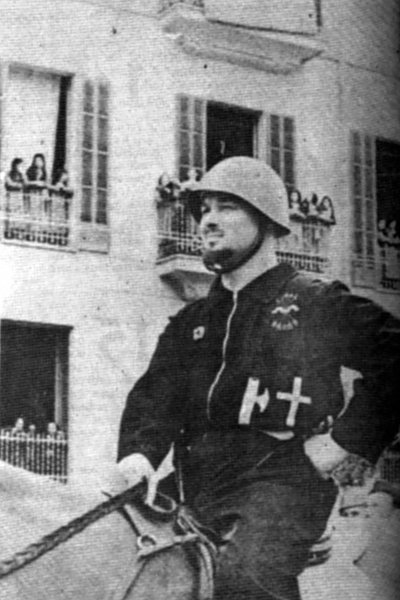
El conde Rossi cabalgando por Palma en septiembre de 1936.

Antes de producirse el envío a gran escala de fuerzas militares italianas, Mussolini autorizó que "voluntarios" italianos pudieran ir a España. Esto supuso que el jerarca fascista Arconovaldo Bonaccorsi (conocido como el "Conde Rossi") fuera enviado a la mayor de las islas Baleares, Mallorca, al frente de una fuerza compuesta por camisas negras y oficiales del ejército regular. Bonaccorsi fue enviado a Mallorca para ejercer como procónsul italiano en las Baleares. Junto a él, fue enviada una pequeña escuadrilla de cazas y bombarderos, y una pequeña fuerza de aviadores. Esto coincidió con el desembarco republicano en la isla, que intentaba recuperar el control de Mallorca. Sin embargo, el avance republicano se estancó en la cabeza de playa y tras varias semanas de resistencia, hubieron de reembarcar y volver a la península. La intervención italiana fue decisiva para expulsar a los republicanos de la isla.
A partir de aquel momento, Bonaccorsi inició un brutal régimen de terror sobre Mallorca, organizando el asesinato de 3.000 personas en la isla bajo la acusación de ser comunistas; esto incluyó "sacas" de prisioneros de las cárceles de la isla y su posterior ejecución. Después de expulsar a las milicias republicanas y asegurar el control de la isla, Bonaccorsi renombró la principal calle de Palma de Mallorca, la Rambla, como Vía Roma, y la adornó con estatuas de Águilas romanas. Bonaccorsi proclamó que Italia ocuparía la isla a perpetuidad.

### Mallorca, base militar italiana
A partir de ese momento los italianos establecieron en Mallorca su principal base militar en España. Las Islas Baleares quedaron bajo jurisdicción del Ministerio de Marina italiano. El ministro de marina envió a un adjunto suyo, el capitán Giovanni Remedio Ferreti, para que se encargase del establecimiento de una base naval italiana en la isla. Desde Mallorca, Ferreti contribuiría notablemente a establecer una fuerza naval de bloqueo que ayudara al esfuerzo de guerra franquista. Mallorca también tenía una posición estratégica por encontrarse en el medio de la ruta que seguían los mercantes italianos que iban a la zona sublevada. Para asegurar el dominio de la isla, entre agosto y noviembre de 1936 estuvo anclado en la bahía de Palma el crucero pesado italiano Fiume. A finales de octubre el personal militar que los italianos tenían desplegado en la isla alcanzaba los 1.200 efectivos. A pesar de que no se trató una ocupación militar de iure, las banderas italianas llegaron a ondear sobre la isla.
Durante este tiempo la Falange mallorquina, favorable a los fascistas italianos, era la que controlaba la situación política de la isla. La aviación italiana, si bien llegó a emplear los emblemas y la señalización de la Aviación "Nacional", su personal era italiano, llevaban uniformes militares italianos y dependían de la estructura orgánica de las fuerzas armadas italianas. Italia tenía autonomía en el uso de sus bases aéreas en Mallorca, cuyos efectivos se encontraban repartidos en tres aeródromos de Mallorca, dependían del Ministerio del Aire italiano y en la práctica actuaban con independencia del mando franquista. Estas fuerzas estaban integradas en la llamada Aviazione Legionaria delle Baleari. Respecto a esta situación el ministro de asuntos exteriores italiano, conde Ciano, anotó en su diario:

Es un hecho que hemos establecido en Palma una base aérea y naval; tenemos buques allí estacionados permanentemente y contamos con tres aeródromos. Queremos mantener esa situación tanto tiempo como sea posible. En cualquier caso, Franco deberá comprender que, incluso después de nuestra posible evacuación, Mallorca tendrá que seguir siendo una base italiana en caso de guerra con Francia. Es decir: pretendemos mantener todas las instalaciones preparadas para que, en pocas horas, Mallorca pueda operar como una de nuestras bases mediterráneas. Si utilizamos la base mallorquina junto con la de Pantelaria y otras ya equipadas, ningún negro será capaz de cruzar desde África a Francia por la ruta mediterránea.

El establecimiento de una base aeronaval en Mallorca no levantó simpatías entre franceses y británicos. Sin embargo, el Estado Mayor británico en 1936 no mostró una gran preocupación por el establecimiento italiano en las Baleares, y un informe interno decía que "la ocupación por Italia de cualquiera de las islas Balerares, las islas Canarias y/o Río de Oro no es nada deseable desde el punto de vista de los intereses británicos, pero no cabe considerarse que se trate de una amenaza vital".

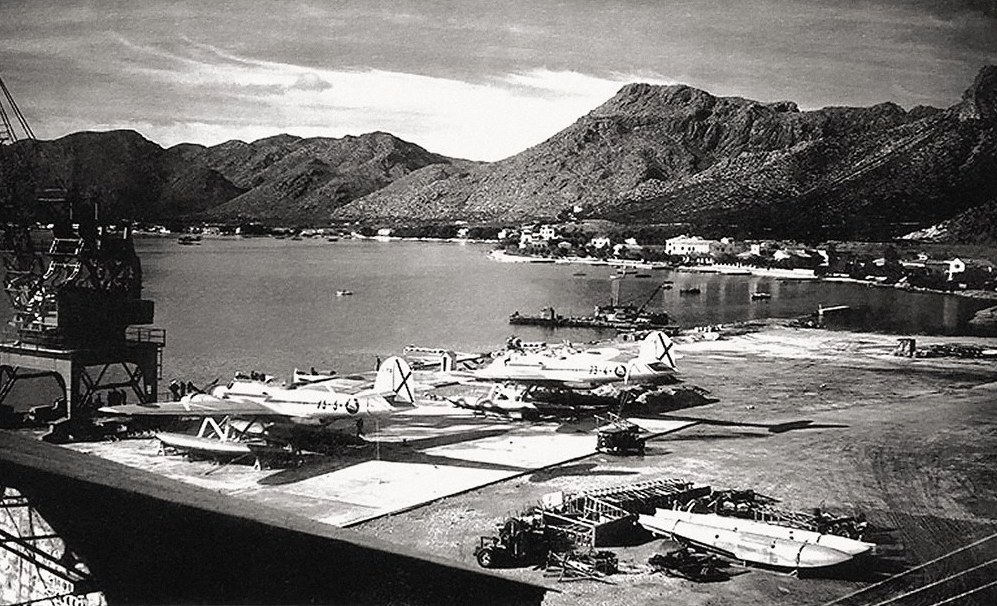
Dos CANT Z.506 en la Base de hidroaviones en Pollensa (1939).

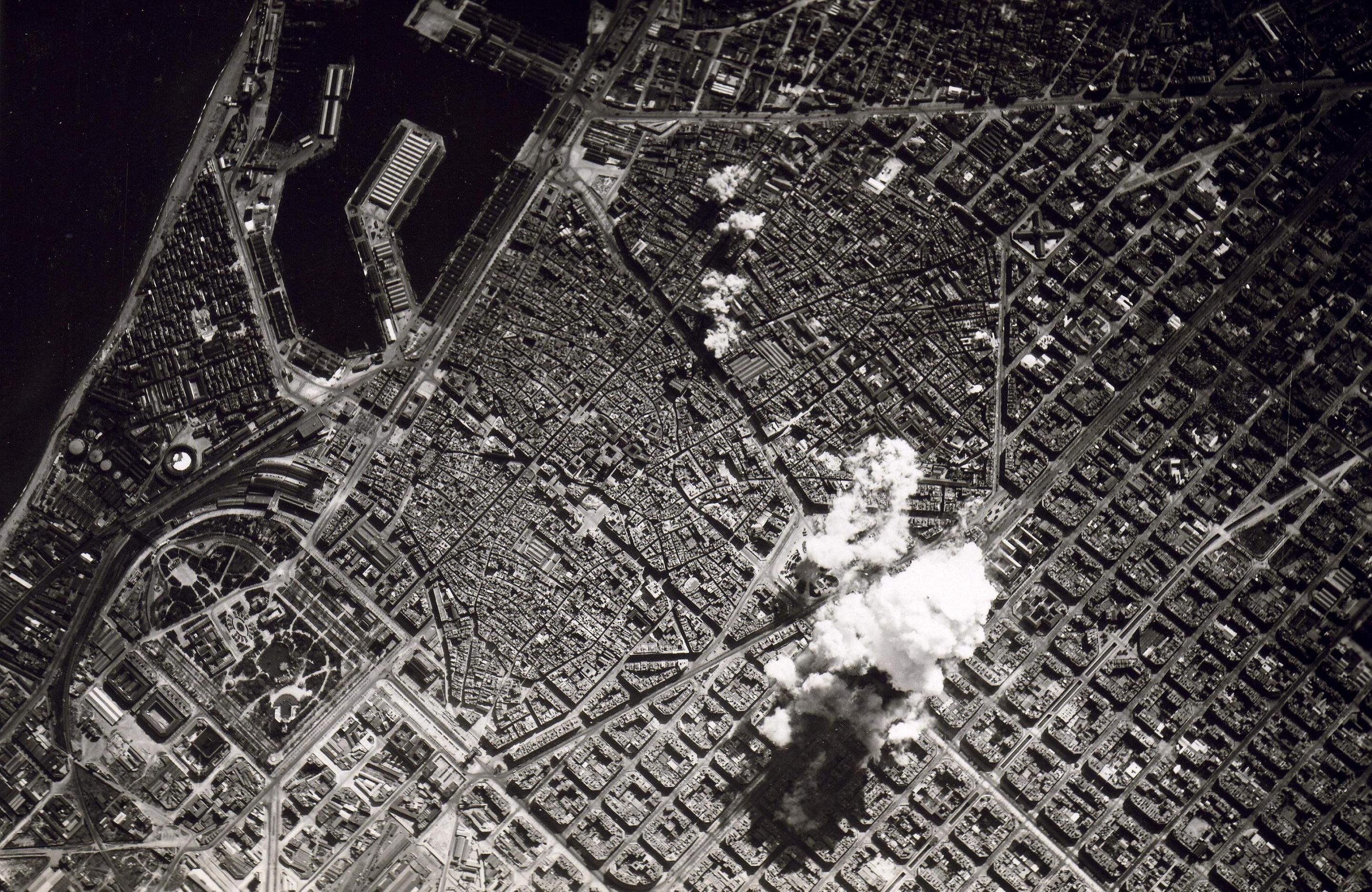
Imagen de uno de los bombardeos sobre Barcelona, en 1938 (la foto fue sacada por un bombardero italiano).

A partir del 19 de agosto de 1936 la recién formada Aviación Legionaria italiana estableció su base principal en Mallorca, principalmente desde el aeródromo de Son San Juan. Desde septiembre de 1936 se acondicionó y amplió Son San Juan para acoger a la aviación italiana, tarea en la que participaron marinos italianos. A finales de agosto llegó a Palma de Mallorca un convoy italiano con un importante cargamento de material aeronáutico. Mussolini inicialmente sólo había autorizado que se estableciera en la isla una pequeña fuerza de bombardeos para evitar posibles enfrentamientos con Francia y el Reino Unido. Pero tras un tiempo autorizó gradualmente el envío de más aviones, hasta conformarse en Baleares una potente unidad aérea italiana. Al principio estaba integrada por la 251.ª Escuadrilla de bombardeo pesado con aparatos Savoia-Marchetti S.M.81, pero a comienzos de 1937 se le añadió otra escuadrilla de Savoia-Marchetti S.M.81 (la 252.ª), formando ambas escuadrillas el XXV Grupo de Bombardeo Pesado —más conocidos como Pipistrelli delle Baleari—. En junio de 1937 se incorporó un grupo de bombardeo rápido —los Falchi delle Baleari— integrado por aparatos Savoia-Marchetti S.M.79. Y lo largo de 1938 el número de aparatos fue incrementado hasta alcanzar treinta y ocho: 27 Savoia-Marchetti S.M.79 y 11 Savoia-Marchetti S.M.81. Además de los efectivos italianos, la Legión Cóndor alemana también dispuso en Mallorca de un escuadrón de reconocimiento, el AS/88, que operaba desde la base de hidroaviones de Pollensa.
A partir de 1937, desde Mallorca las fuerzas italianas comenzaron a lanzar numerosos raids aéreos contra las ciudades y poblaciones del Levante que estaban en manos republicanas, emprendiendo una campaña de bombardeos aéreos en toda regla.  Sin embargo, la falta de respuesta anglo-francesa a la estrategia italiana en la región, animó a Mussolini a enviar doce bombarderos más para que se estacionaran en Mallorca; uno de los aviones estaba pilotado por su propio hijo, Bruno Mussolini. Para enero de 1938 Mussolini había aumentado al doble el número de bombarderos estacionados en las Islas Baleares, lo que también supuso un incremento de los bombardeos de los mercantes y navíos de guerra que apoyaban a las fuerzas republicanas. La acumulación de bombarderos italianos en los aeródromos de la isla y el aumento de los ataques aéreos italianos tanto en los puertos y como en las rutas marítimas de comunicación con destino a los puertos republicanos fue visto como una provocación por parte de Francia.
Aunque inicialmente no le habían dado mucha importancia, los británicos temían que los italianos transformaran su presencia en la isla en una ocupación militar permanente. En febrero de 1939 los italianos intentaron hacer de mediadiores para lograr la rendición de Menorca, en manos republicanas, esperando con ello poder ocupar la isla. Pero los británicos se adelantaron y fueron ellos los que mediaron entre republicanos y franquistas, evitando la intervención italiana en Menorca.

### Retirada
Después de la victoria de Franco en la Guerra civil, la situación dio un giro. Franco no estaba interesado en aparecer como un país aliado de Alemania e Italia, y menos aún, albergar bases militares de estos países. Un importante oficial del ejército, el general Antonio Aranda, llegó a declarar a un diario portugués que aunque las islas Balerares eran codiciadas por Italia, debían permanecer bajo exclusivo control español. En ese contexto, los italianos empezaron a recibir presiones. Varios días después de la conquista italiana de Albania, el 11 de abril de 1939, Mussolini ordenó la retirada de todas las fuerzas italianas de España. Mussolini emitió esta orden en respuesta a la repentina invasión de Checoslovaquia por Alemania, circunstancia tras la cual Mussolini se vio agraviado por el rápido éxito de Hitler y trató de preparar a Italia para realizar conquistas similares en Europa oriental. La aviación italiana, no obstante, todavía permaneció en las Baleares durante algún tiempo —dos meses y medio después del final de la contienda— hasta completar su retirada.

### Pie de página
1. 1 2 3  Balfour, 1999, p. 172.
2. ↑  Whealey, 2005, p. 12.
3. ↑  Bosworth, 2009, p. 246.
4. ↑  Mearsheimer, 2003.
5. ↑  Cardona, 2015, p. 96.
6. 1 2 3  Moseley, 2000, p. 27.
7. ↑  Thomas, 1976, pp. 414-415.
8. ↑  Thomas, 1976, p. 415.
9. ↑  Thomas, 1976, p. 414.
10. ↑  Whealey, 2005, p. 136.
11. ↑  Coverdale, 1979, p. 135.
12. ↑  Abulafia, 2001, p. 604.
13. ↑  Rein, 1999, p. 155.
14. 1 2  Whealey, 2005, p. 46.
15. ↑  Whealey, 2005, p. 129.
16. ↑  Alpert, 1987, pp. 164-165.
17. ↑  Coverdale, 1979, p. 143.
18. ↑  Thomas, 1976, p. 866.
19. ↑  Preston, 1994, pp. 379-380.
20. ↑  Thomas, 1976, p. 867.
21. ↑  Logoluso, 2010, p. 32.
22. ↑  Moradiellos, 2001, p. 186.
23. ↑  Murias et al., 2010, p. 59.
24. ↑  Bargoni, 1995, p. 102.
25. ↑  Olaya, 1990, p. 319.
26. 1 2 3  Salerno, 2002, p. 32.
27. ↑  Solé i Sabaté, Villarroya, pp. 18-19.
28. ↑  Whealey, 2005, p. 57.
29. ↑  Salerno, 2002, p. 29.
30. ↑  Beevor, 2006, p. 140.
31. ↑  Cardona, 2015, pp. 96-97.
32. 1 2  Cardona, 2015, p. 97.
33. ↑  Lozano, 2012, p. 357.
34. ↑  Payne, 1967, p. 423.
35. 1 2  Whealey, 2005, p. 62.